# Pura Montoro Rodríguez
Pura Montoro Rodríguez (Valencia, 1892 - Barcelona, 12 de febrero de 1915), también conocida como Pura Montoro o Purita Montoro, fue una tiple ligera muy popular del Paralelo. Artista popular y muy querida, se la conocía como la «reina del Paralelo».

## Biografía y trayectoria artística
En 1908 llegó a Barcelona, donde alternó la zarzuela, la revista frívola y la opereta. En 1911 el Teatro Cómico estrenó, con la compañía dirigida por Pepe Viñas Espeitia, el sainete lírico Gente menuda de Carlos Arniches y Enrique García y con música de Quinito Valverde. Recibió numerosas ofertas para actuar en toda España, e incluso para trabajar en América, pero, salvo viajes esporádicos por diferentes teatros de la Península, trabajó principalmente en los teatros del Paralelo barcelonés. Los éxitos más relevantes los obtuvo actuando con la compañía de Joaquín Montero en revistas como ¡Arriba el telón! o Monterograf.
Una de sus creaciones más importantes fue el personaje de la valenciana en La boda de Tarregada, de Juli Vallmitjana. Una revista de la época, El Teatre Català, alababa la interpretación de la Montoro:

En la ejecución de La boda de Tarregada se distinguieron mucho la señorita Montoro en una valenciana que hace y la señora Xatart. Los señores Pedrola y Puértolas también se lucieron, aunque sentimos que se conformen con bailar ante el público aquellas danzas infectas que les hace bailar el autor. El señor Montero hizo todo lo posible para salvar un modelo que, para defenderlo, ya había luchado inútilmente Enric Jiménez.
El Teatre Català

Un escape de agua que hubo en Barcelona a finales de 1914 provocó una epidemia de tifus en la ciudad. Purita Montoro murió en febrero de 1915 de esta epidemia cuando ensayaba Cuando el amor muere, del mismo Montero, con quien estaba ligada por una relación de afecto profundo. Los periódicos de la época, como Mundo Gráfico, le rindieron homenaje en su muerte. En un número de Ilustració Catalana se dice:

Aunque se trataba de una cantante ligera que se había hecho un nombre interpretando el género chico, la Montoro era ya como una institución de la vida teatral barcelonesa. Hay que decir, sin embargo, que, desde su debut, no había hecho temporadas largas excepto en Barcelona, adonde tenía miles de admiradores. En la compañía de Montero era la difunta uno de los elementos principales, distinguiéndose por los progresos que hacía cada día como actriz y por la voluntad con que se entregaba al trabajo, procurando vencer todos los obstáculos de temperamento o de estudio. Así, siendo joven y agraciada, había hecho verdaderas creaciones de caracteres, y, habiendo nacido en Valencia y teniendo en el alma el acento valenciano, había procurado más de una vez hacerse con el catalán nuestro, habiendo hecho alguna pequeña creación bien gentil, como por ejemplo el lazarillo que guía a un ciego en el arreglo lírico de La sala de espera de Guimerà, con música de Morera.
Pero donde no tenía rival era en los personajes francamente valencianos que, en obsequio suyo, solía poner Montero en sus revistas. La juventud de la artista hacía esperar de ella una carrera brillante dentro del teatro.
Descanse en paz
Ilustració Catalana